# Сиегфридс, Криста
Кри́ста Си́егфридс (швед. и фин. Krista Siegfrids; род. 4 декабря 1985, Каскинен, Вааса) — финская шведоязычная поп-певица, композитор и автор песен; победительница национального отборочного тура, представлявшая Финляндию на Евровидении 2013.

## Биография
Родилась в 1985 году в городе Каскинен, в Финляндии.
Криста начала свою карьеру со своей группой Daisy Jack в 2009 году. Тут же, они подали заявку на участие в отборе на Евровидение 2010 с песней «Fridays», но не прошли и первого этапа. Их первый сингл «Perfect Crime», выпущен в октябре 2011 года. Так же она играла в мюзиклах, Play Me в Шведском театре в Хельсинки и в рок-мюзикле Muskettisoturit.
В 2012 году приняла участие в телевизионном конкурсе «The Voice Of Finland» в команде Майкла Монро, но выбыла в первом туре.
В январе 2013 года подписала контракт с Universal Music Group, поставившей задачей сделать из певицы звезду мирового уровня. Её дебютный альбом вышел в 2013 году.
24 января 2013 года во втором отборочном туре вышла в финал национального конкурса песни «Uuden Musiikin Kilpailu», а 9 февраля стала победительницей национального конкурса и представила Финляндию на конкурсе песни Евровидение 2013 года с песней «Marry Me».
16 мая 2013 года выступила во втором полуфинале Евровидения 2013 заняв 9 место, прошла в финал. В финале выступила под номером 4, заняв 24 место с 13 очками.
После Евровидения Криста является единственной в мире наставницей, которая была участницей той же франшизы Голос. Была наставницей телепроекта The Voice Kids, финского аналога телешоу «Голос. Дети (Россия)», в первом сезоне её подопечная Молли Росенстрём победила в этом проекте.
В 2014 году ей предложили участвовать в отборе на Евровидение 2015 от Швеции. Но она отказалась, так как предлагаемая ей песня была на шведском, и в принципе ей не нравилась.
В ноябре 2015 стало известно, что она вместе с Роопе Салминеном будет вести финский отбор на Евровидение 2016 — Uuden Musiikin Kilpailu.
Криста приняла участие в отборе на Евровидение 2016 от Швеции. Выступив во втором полуфинале, Криста не смогла квалифицироваться дальше, заняв 5 место.
В 2017 году вошла в состав жюри конкурса Mr. Gay Finland.

### Личная жизнь
В октябре 2017 вышла замуж за финско-шведского комика Йанне Грёнруса.

## Дискография

### Синглы в составе группы «Daisy Jack»
| Год  | Сингл           | Чарт | Сертификаты | Альбом |
| Год  | Сингл           | FIN  | Сертификаты | Альбом |
| ---- | --------------- | ---- | ----------- | ------ |
| 2011 | «Perfect Crime» | –    |             | -      |

### Синглы
| Год  | Сингл              | Чарт     | Чарт      | Чарт | Чарт | Чарт | Сертификаты | Альбом    |
| Год  | Сингл              | FIN (DL) | FIN (Air) | IRE  | SWE  | UK   | Сертификаты | Альбом    |
| ---- | ------------------ | -------- | --------- | ---- | ---- | ---- | ----------- | --------- |
| 2013 | «Marry Me»         | 6        | —         | 99   | 50   | 102  |             | Ding Dong |
| 2013 | «Amen!»            | —        | —         | —    | —    | —    |             | Ding Dong |
| 2013 | «Can You See Me?»  | 25       | 30        | —    | —    | —    |             | Ding Dong |
| 2014 | «Cinderella»       | 46       | 79        | —    | —    | —    |             | TBA       |
| 2015 | «On & Off»         | 8        | 8         | —    | —    | —    |             | TBA       |
| 2015 | «Better On My Own» | 24       | 74        | —    | —    | —    |             | TBA       |
| 2016 | «Faller»           | —        | —         | —    | 96   | —    |             | TBA       |
| 2016 | «Be Real»          | —        | 80        | —    | —    | —    |             | TBA       |
| 2017 | «Snurra min jord»  | 27       | —         | —    | —    | —    |             | TBA       |
| 2017 | «1995»             | —        | —         | —    | —    | —    |             | TBA       |

### Музыкальные видео
| Год  | Песня              | Режиссёр        | Примечания |
| ---- | ------------------ | --------------- | ---------- |
| 2013 | «Marry Me»         | Elias Koskimies | [ 16 ]     |
| 2013 | «Amen!»            | Elias Koskimies | N/A        |
| 2013 | «Can You See Me?»  | Elias Koskimies | N/A        |
| 2014 | «Cinderella»       | Tom Hakala      | N/A        |
| 2015 | «On & Off»         | Tom Hakala      | N/A        |
| 2015 | «Better On My Own» | Tom Hakala      | N/A        |
| 2016 | «Be Real»          | Elias Koskimies | N/A        |